# Влада Зінченко
Влада Седан (Щеглова) (нар. 20 жовтня 1995, Вінниця, Україна) - спортивний журналіст, телеведуча, блогер, модель.

## Біографія
Влада  з дитинства захоплювалася футболом. Перші гроші Влада заробила перепродавши квитки на футбольний матч.
Дівчина зростала в спортивній сім'ї. Її батько і брат займалися футболом. В юнацькому віці відвідувала командні тренування.
За освітою Влада юрист, хоча мріяла про вступ на факультет журналістики.
Прізвисько «Седан» з'явилось за часів життя в гуртожитку, тоді був популярний трек «Баклажан» співака Тіматі. (який був кавером на трек гурту "Рекорд-Оркестр" "Лада Седан")

## Конкурси краси
Влада здобула перемогу в таких конкурсах краси як:
- Міс Вінниця-2013
- Перлина Чорного моря-2013

Також брала участь у конкурсі "Міс Україна" в якому посіла 7 місце.

## Кар'єра
Перша хвиля популярності прийшла під час Євро 2016. Опубліковані фотографії підкорили футбольних фанатів. Седан назвали найгарнішою вболівальницею.
Влада швидко стала зіркою інтерв'ю, де сказала, що хотіла б стати журналісткою. Незабаром їй запропонували роботу на телеканалах "Футбол 1/2", де вона була ведучою програми "Халатний футбол".
Влада має власний ютуб канал «Влада Седан».

## Особисте життя
Перші подробиці особистого життя Влади стали відомі у 2017 році, коли з'явилася інформація про її стосунки з гравцем «Шахтаря» Андрієм Борячуком.
Закохані ділилися романтичними спільними фото та навіть спровокували чутки про заручини, але несподівано для шанувальників вирішили розлучитися, і Седан видалила всі спільні публікації з колишнім хлопцем.
На початку 2019 року мережу сколихнуло відео, на якому Влада бере інтерв'ю у футболіста Олександра Зінченка. Наприкінці  спортсмен не стримав почуттів та поцілував її в щоку, чим спровокував чутки про таємний роман.
Пізніше дівчина поділилася з пресою, що вони з Олександром були знайомі ще з підліткового віку, розпочали спілкування у соціальній мережі «ВКонтакті» та тривалий час залишалися друзями. Але навіть після того, як вони усвідомили взаємні почуття, Влада не хотіла виносити їх на публіку, тож наполягала на таємності.
Пізніше Седан переїхала до обранця до Манчестера.
У жовтні 2019 року Влада порадувала підписників фотосесією із заручин, що відбулася на території НСК «Олімпійський».
12 березня 2020 року Влада та Олександр Зінченко одружилися  у Лондоні.
Весілля святкували у символічну дату, 24 серпня 2020 року.
1 серпня 2021 року у пари народилася донька Єва.
2 серпня 2023 року у пари народилася донька Лея.